# Lee (Mondkrater)
Lee ist ein Einschlagkrater im Südwesten der Mondvorderseite, am südlichen Rand des Mare Humorum, südlich des Kraters Doppelmayer und westlich von Vitello.
Der Kraterwall ist sehr stark erodiert und im Nordosten ganz verschwunden, das Innere ist von den Laven des Mare überflutet.
| Buchstabe | Position           | Durchmesser | Link |
| --------- | ------------------ | ----------- | ---- |
| A         | 31,46° S, 41,28° W | 17 km       |      |
| H         | 30,85° S, 38,87° W | 5 km        |      |
| M         | 29,88° S, 39,67° W | 72 km       |      |
| S         | 30,86° S, 42,98° W | 7 km        |      |
| T         | 30,05° S, 42,09° W | 5 km        |      |

Der Krater wurde 1935 von der IAU nach dem britischen Astronomen John Lee offiziell benannt.